# 多椎裸胸鱔
多腺裸胸鱔，又稱多腺裸胸鯙，為輻鰭魚綱鰻鱺目鯙亞目鯙科的其中一種，分布於中東太平洋的夏威夷群島海域，棲息深度180-200公尺，體長可達41.6公分，為底棲性魚類，屬肉食性，生活習性不明。

## 擴展閱讀
維基物種上的相關：多腺裸胸鱔